# Åke Winnberg
Åke Albert Winnberg, född 1 mars 1913 i Umeå, död 14 april 1974 i Högsbo församling i Göteborgs kommun, var en svensk målare och tecknare. Han var gift med Elsa Hansson-Winnberg 1936–1948.
Winnberg kom i sin ungdom till Göteborg där han utbildade sig till reklamtecknare vid Slöjdföreningens skola. Under sin studietid kom han att inspireras av Torsten Billman och av undervisningen har han själv sagt att krokiteckningen och samvaron med studiekamraterna gav honom den bästa utbildningen. När flera av hans studiekamrater fortsatte sin utbildning vid Valands valde Winnberg att arbeta på egen hand men provade hela tiden på de rön som förmedlades till honom från tidigare studiekamrater. Efter andra världskriget reste han på ett par studieresor till England och Frankrike. Separat ställde han bland annat på God konst i Göteborg, Konstgalleriet i Göteborg och Lilla galleriet i Stockholm. Han medverkade i representativa samlingsutställningar med Göteborgskonst i Åbo, Dublin och på Liljevalchs konsthall i Stockholm samt ett flertal samlingsutställningar i Göteborg. Hans konst består av landskapsskildringar, gårdsinteriörer och stadsmotiv från Göteborgstrakten utförda i olja, akvarell eller i form av teckningar. Winnberg är representerad vid bland annat Moderna museet, Borås konstmuseum och Göteborgs konstmuseum. Han är begravd på Bygdeå kyrkogård.